# Bupikomid
Bupikomid je hemijsko jedinjenje koje je razvilo i proizvodi preduzeće Lanospharma Laboratories Company, Ltd. Ono se eksperimentalno koristi kao beta blokator i kao jak vazodilatator. Nuspojave bupikomida su redukovani sistolni, dijastolni i srednji arterijski pritisak.